# Santa Susana (Alcácer do Sal)
Santa Susana era una Freguesia portuguesa del municipio de Alcácer do Sal, distrito de Setúbal.

## Historia
Fue suprimida el 28 de enero  de 2013, en aplicación de una resolución de la Asamblea de la República portuguesa promulgada el 16 de enero de 2013 al unirse con las freguesias de Santa Maria do Castelo y Santiago, formando la nueva freguesia de Alcácer do Sal (Santa Maria do Castelo e Santiago) e Santa Susana.

## Patrimonio
- Con arquitectura típicamente alentejana la aldea de Santa Susana destaca por presentar casitas de planta baja todas encaladas de blanco con banda azul y grandes chimeneas.
- Cerca la aldea está la represa de Piélago del Altar, obra hidro-agrícola edificada durante el Estado Nuevo para la irrigación de los arrozales del concejo de Alcázar del Sal. Hoy día este embalse es un espacio de placer y descanso.
- Iglesia de Santa Susana